# Desiderio rubato
Desiderio rubato (盗まれた欲情?, Nusumareta yokujō) è un film del 1958 diretto da Shōhei Imamura, al suo esordio dietro la macchina da presa, e tratto da un romanzo di Tōkō Kon. Nel 1959, il film ha vinto un premio ai Blue Ribbon Awards.

## Riconoscimenti
- 1959 - Blue Ribbon Awards
  - Miglior regista esordiente